# Driss Joumad
Driss Joumad, né le  20 mai 1927 et décédé le 18 septembre 2009, est un joueur de football marocain qui a évolué au Wydad Athletic Club (WAC) durant la période 1943-1954, formant avec Mohamed Chtouki et Abdesselem Ben Mohammed la fameuse triplette centrale (Triplette d'Or).
Il était sélectionné 92 fois pour défendre la tenue d'équipe nationale marocaine avec qui il a marqué 21 buts.
En 1954, il est transféré aux FC Girondins de Bordeaux. Après 14 titularisations et 4 buts en première division, il subit une blessure assez grave face au Mans, et doit se retirer des terrains. Il entraîne par la suite, entre autres, le club français du Royan Vaux AFC.

## Carrière internationale
Joumad reçoit 92 sélections avec l'équipe nationale du Maroc avant l'indépendance.

## Palmarès
Avec le Wydad AC
- Championnat du Maroc (4) :
  - Champion : 1948, 1949, 1950, 1951
  - Vice-champion : 1940, 1943, 1946, 1952

- Supercoupe du Maroc (7) :
  - Vainqueur : 1940, 1946, 1948, 1949, 1950, 1951, 1952
  - Finaliste : 1943

- Coupe d'Ouverture de la Saison (4) :
  - Vainqueur : 1947, 1948, 1949, 1951
  - Finaliste : 1950, 1952

- Coupe d'Élite du Maroc (4) :
  - Vainqueur : 1945, 1948, 1951, 1955
  - Finaliste : 1949, 1956

- Coupe de la Ligue du Chaouïa (2) :
  - Vainqueur : 1947, 1948
  - Finaliste : 1952

- Botola "Promotion" (Groupe Centre) (1) :
  - Champion : 1942

- Botola Pro2 (1) :
  - Champion : 1942

- Championnat de la Ligue du Chaouïa (1) :
  - Champion : 1946

- Critérium du Maroc (Zone Sud) (1) :
  - Champion : 1946

- Ligue des champions de l'ULNA (3) :
  - Vainqueur : 1948, 1949, 1950
  - Finaliste : 1955

- Coupe des coupes de l'ULNA (1) :
  - Vainqueur : 1949
  - Finaliste : 1951, 1953

- Supercoupe de l'ULNA (3) :
  - Vainqueur : 1948, 1949, 1950

Avec l'Équipe du Maroc
- Tournoi Inter-ligues de l'ULNA (3) :
  - Vainqueur : 1947, 1948, 1949
  - Finaliste : 1945, 1952